# Heterispa
Heterispa (лат.) — род жуков из семейства листоедов.

## Распространение
Представители рода характерны как и для Центральной Америки, так и для Южной Америки.

## Биология
Предпочитает растения Sida rhombifolia (Мальвовые), STAINES (1996) назвал в качестве пищевых растений Heterispa vinula : Triumfetta josefina Polak. (Липовые), Guazuma ulmifolia L. (Стеркулиевые) и Infigofera (Бобовые).

## Классификация
в род включают следующие виды:
- Heterispa apicalis Pic, 1927
- Heterispa costipennis Boheman, 1858
- Heterispa infuscata Chapuis, 1875
- Heterispa limonensis Uhmann, 1930
- Heterispa vinula Erichson, 1847